# Baumhaueria scutellaris
Baumhaueria scutellaris là một loài ruồi trong họ Tachinidae.